# Roland Riz

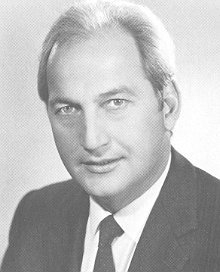
Roland Riz

Roland Riz (* 12. Mai 1927 in Bozen) ist ein Südtiroler Politiker, Rechtsanwalt und Rechtswissenschaftler.

## Wissenschaftliche Karriere
Riz schloss im Juli 1948 sein Studium der Rechtswissenschaften an der Universität Mailand ab (laurea in giurisprudenza), trat sodann in den Anwaltsberuf ein und führte in der Folge eine große Anwaltskanzlei in Bozen. Er lehrte italienisches Strafrecht an den Universitäten Modena und Padua, Vergleichendes Recht an der Ponitificia Universitas Lateranensis, sowie mehr als 30 Jahre lang italienisches Verfassungsrecht und Autonomierecht an der Universität Innsbruck. Er ist Autor wissenschaftlicher Publikationen zum italienischen Strafrecht sowie zum italienischen Verfassungs- und Autonomierecht.

## Politische Karriere
Roland Riz wurde 1957 zum Vizebürgermeister von Bozen gewählt. Von 1958 bis 1963 und von 1968 bis 1987 war er für die Südtiroler Volkspartei (SVP) Mitglied der italienischen Abgeordnetenkammer. 1987 zog er in den Senat ein, welchem er bis 1996 angehörte (1987 gewählt im Wahlkreis Bozen, 1992 und 1994 im Wahlkreis Meran).
Von 1976 bis 1979 war Riz erster Vizepräsident des Justizausschusses des Europaparlaments; von 1979 bis 1983 fungierte er als Präsident des Verfassungsausschusses des Abgeordnetenhauses, von 1983 bis 1993 als Präsident des Justizausschusses des Senats. Von 1995 bis 1996 saß er als Präsident dem Komitee für die Reform des italienischen Strafgesetzbuches vor.
Von April 1991 bis November 1992 hatte er den Obmannposten der Südtiroler Volkspartei inne, den er von seinem langjährigen Weggefährten Silvius Magnago übernommen hatte.
Roland Riz war Mitglied aller Kommissionen, die sich mit der Reform und der Umsetzung des Südtiroler Autonomiestatuts befassten (19er-Kommission, 13er-Kommission, 12er-Kommission, 6er-Kommission; vorbereitender parlamentarischer Ausschuss für die Statutenreform des Jahres 1972).

## Auszeichnungen und Ehrungen (Auszug)
- Großkreuzes des Verdienstordens der Italienischen Republik (1996)
- Großes Silbernes Ehrenzeichen am Bande für Verdienste um die Republik Österreich
- Österreichisches Ehrenkreuz für Wissenschaft und Kunst I. Klasse
- Großer Bayerischer Verdienstorden
- Ehrenzeichen des Landes Tirol
- Pro Cultura Hungarica
- Großkreuz Sancti Gregorii Magni
- Ehrensenator der Universität Innsbruck